# Gigante di Castelnau

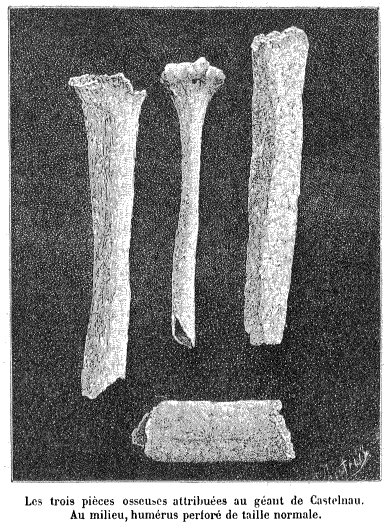
Tre frammenti ossei del presunto "Gigante di Castelnau" confrontati con un normale omero umano (al centro). Dal lavoro di Georges Vacher de Lapouge.

Con l'espressione Gigante di Castelnau si indicano tre frammenti ossei fossili (di omero, tibia e femore, ma l'autore della scoperta è cauto sull'attribuzione delle parti anatomiche) scoperti da Georges Vacher de Lapouge nel 1890 nel sedimento utilizzato per coprire un tumulo relativo a una sepoltura dell'età del Bronzo e forse databili al Neolitico.
Secondo de Lapouge, le ossa fossili potrebbero appartenere a uno dei più grandi esseri umani mai esistiti.
Sulla base della dimensione dei frammenti, egli riteneva che l'uomo potesse essere alto circa 3,5 m.
Sui frammenti ossei del presunto gigante non sono stati pubblicati studi moderni con revisione paritaria.

## Descrizione
I frammenti ossei furono scoperti dall'antropologo Georges Vacher de Lapouge presso l'area cimiteriale dell'Età del Bronzo di Castelnau-le-Lez, in Francia, nell'inverno del 1890. I risultati delle sue ricerche furono pubblicati nella rivista La Nature, Vol. 18, 1890, n. 888.
L'altezza dell'individuo fu stimata in circa 3,5 m da de Lapouge e le ossa furono datate al Neolitico, per il fatto che furono rinvenute proprio nella parte più bassa del tumulo della sepoltura dell'età del Bronzo.
La pubblicazione include una riproduzione dei tre frammenti posti a confronto con un normale omero umano.
Nel suo articolo su La Nature, de Lapouge descrive in dettaglio i frammenti: 
Giudicando sulla base dei normali intervalli fra punti anatomici, si attendono lunghezze quasi doppie.... Il soggetto potrebbe aver avuto verosimilmente un'altezza di 3,50 m.»
I frammenti ossei del Gigante di Castelnau furono studiati presso l'Università di Montpellier ed esaminati da Sabatier e Delage, professori rispettivamente di Zoologia e Paleontologia presso questa Università, oltre ad altri anatomisti.
Nel 1892, i frammenti furono approfonditamente studiati dal dott. Paul Louis André Kiener, professore di Anatomia Patologica presso la Scuola di Medicina di Montpellier; egli concluse che i frammenti rappresentavano una "razza molto alta", (la traduzione corretta dell'articolo citato col numero 3 esclude 
la negazione: si deve tradurre: "trovandoli tuttavia anomali" invece di "non trovandoli però anomali") non trovandoli però anomali nelle dimensioni e apparentemente di "crescita patologica".
È interessante evidenziare che nel 1894, cronache di stampa riportarono un ulteriore scoperta di ossa di uomini giganti rinvenuti nel corso dello scavo di un'area cimiteriale preistorica a Montpellier, 5 km a sudovest di Castelnau individuata a seguito della realizzazione di opere idriche.
Si rinvennero teschi che misuravano "28, 31 e 32 pollici di circonferenza" assieme ad altre ossa di proporzioni gigantesche che indicavano l'appartenenza a una popolazione umana alta "tra 10 e 15 piedi" (circa 3-4,5 m). Le ossa furono trasmesse poi all'Accademia francese delle scienze a Parigi per ulteriori studi.